# Religion au Nigeria
Les deux principales religions au Nigeria (219 millions de Nigérians en 2021) sont l'islam et le christianisme.
Le Nigeria est un pays membre de l'Organisation de la coopération islamique.

## Vue d'ensemble
Le nord du pays est principalement peuplé d'Haoussas, qui sont majoritairement de confession musulmane. Les autres grands groupes ethniques de cette partie du pays sont les Nupe, Tiv, et les Kanuri. Les Yorubas sont l'ethnie dominante du sud du pays, ils sont musulmans pour plus de la moitié, chrétiens pour environ un quart, le reste suivant généralement une religion ancestrale. Enfin le sud-est du pays est dominé par les Igbos majoritairement chrétiens. Il y a aussi de nombreux agnostiques, concentrés surtout au centre, et au sud du pays, et ils sont enregistrés dans la catégorie "Autres" dans les statistiques. Les athées sont plus rares, mais ils sont présents au Nigeria. Il y a aussi des Baha'is et des Ahmadis (l'ahmadisme représente 3 % des musulmans du Nigeria en 2018), deux courants dissidents de l'islam qui ne sont généralement pas considérés comme des musulmans par les autres musulmans.     
La répartition globale des religions au Nigeria est la suivante, :
| Religion      | Année | Pourcentage de la population, | Nombre d'adeptes |
| ------------- | ----- | ----------------------------- | ---------------- |
| Islam         | 2019  | 53,5 %                        | 117 400 000      |
| Christianisme | 2019  | 45,9 %                        | 100 700 000      |
| Autres        | 2019  | 0,6 %                         | 1 300 000        |

## Christianisme: 48..49%

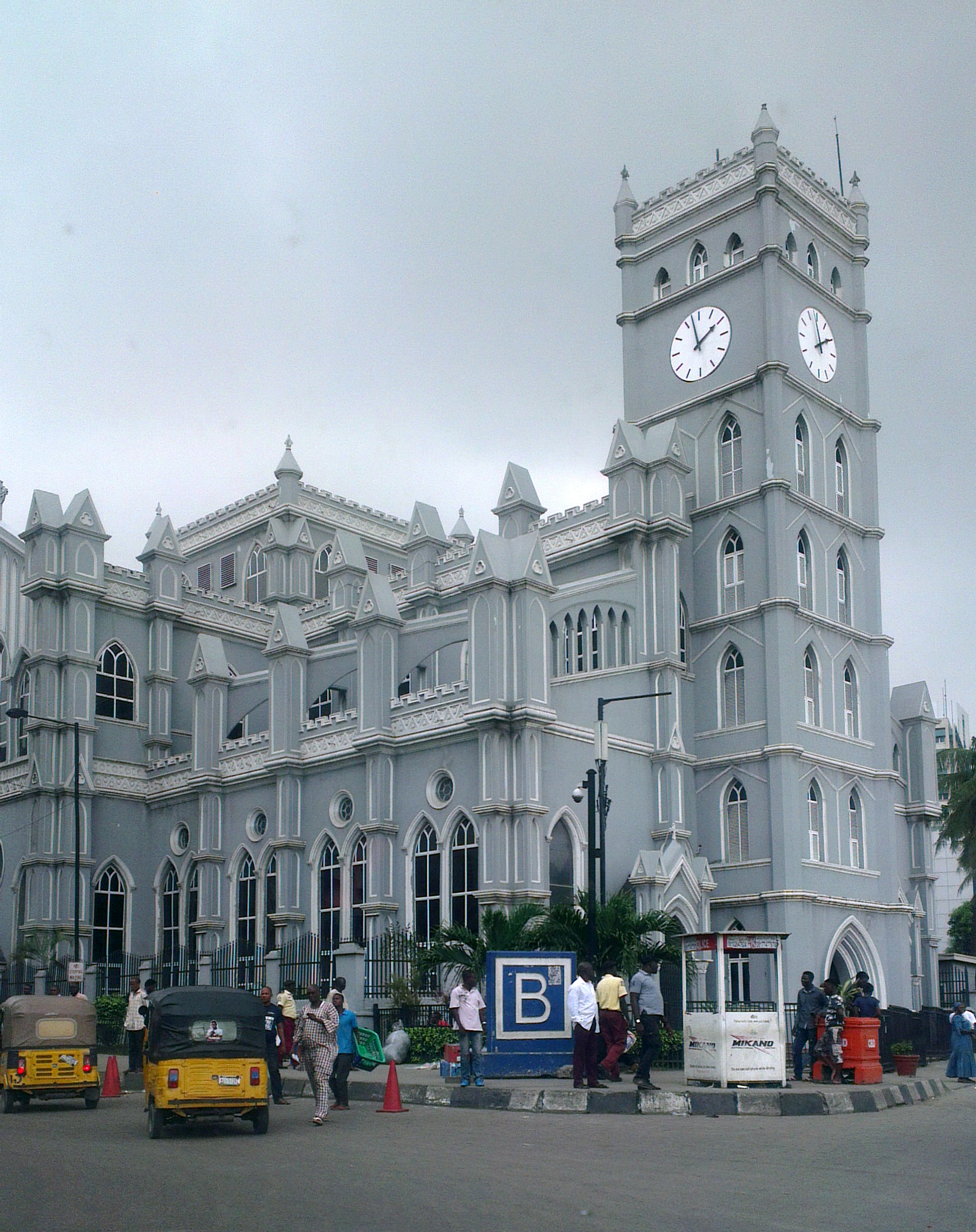
Cathédrale anglicane du Christ de Lagos

Environ 74 % des chrétiens sont protestants ou évangéliques et 25 % sont catholiques.

### Catholicisme
Les catholiques nigérians sont répartis entre sept archidiocèses.
L'Église catholique au Nigeria est également quelque peu éperonnée par des représentations de la Fraternité sacerdotale Saint-Pie-X et de la Fraternité sacerdotale Saint-Pierre, traditionalistes.
- Liste des cathédrales du Nigeria (voir la version anglophone, par confession)
- Évêques catholiques au Nigeria
- Nonces apostoliques au Nigeria
- Cardinaux nigérians
- Cyprien Tansi (1903-1964), premier prêtre béatifié d'Afrique
- Éparchie de l'Annonciation d'Ibadan des Maronites

### Christianisme évangélique
L'influence des Églises évangéliques sur la vie politique et culturelle du Nigeria est si importante que certains chercheurs présentent le pays comme une « République pentecôtiste ». Nombre d'hommes d'affaires et de hauts fonctionnaires sont issus de ce courant, tandis que l'affiliation religieuse devient un critère déterminant lors des recrutements au sein de l'appareil de l’État. En période électorales, les candidats, y compris musulmans, courtisent ces églises. Olusegun Obasanjo s'était tout particulièrement appuyé sur l'électorat évangélique pour revenir au pouvoir en 1999. Cette pénétration par les Églises évangéliques de toutes les sphères du pouvoir s'est poursuivit sous les présidences de Umaru Yar'Adua (2007-2010), de Goodluck Jonathan (2010-2015) et de Muhammadu Buhari (2015-2023).
La Convention baptiste nigériane, une confession chrétienne évangélique baptiste, est fondée en 1914 . En 2016, elle compterait 13,000 églises et 7,000,000 membres .
L’Église apostolique du Nigeria, une confession chrétienne évangélique pentecôtiste, affiliée à l’Église apostolique, est fondée à Ijebu Ode par Joseph Shadare en 1918 .
L’Église chrétienne des rachetés de Dieu, une confession chrétienne évangélique pentecôtiste, est fondée en 1952 par Josiah Olufemi Akindayomi . En 2008, elle comptait 14,000 églises et 5 millions de membre au Nigeria .
Le Conseil général des Assemblées de Dieu Nigeria, une confession chrétienne évangélique pentecôtiste, a été fondé en 1964  En 2019, il comptait 16,300 églises et 3,6 millions de membres .
En 1973, l’Église biblique de la vie profonde, une confession chrétienne évangélique pentecôtiste est fondée par William Kumuyi . En 2017, l’église compterait 1 million de membres dans 60 pays.
Living Faith Church Worldwide, une confession chrétienne évangélique  néo-charismatique, est fondée en 1983 avec quatre membres et le pasteur David Oyedepo. En 2014, elle comptait 6 millions de membres dans 147 pays.
L’Église biblique Parole de vie, une confession chrétienne évangélique pentecôtiste, est fondée par le pasteur Ayo Oritsejafor en 1987 à Warri .
Les Ministères du salut, une confession chrétienne évangélique néo-charismatique, sont fondés en 1997 par David Ibiyeomie et un groupe de moins de 30 croyants,. En 2017, l’église compterait 5 millions de membres au Nigéria et dans le monde .

### Autres
L'Église de Jésus-Christ des Saints des Derniers Jours au Nigeria (en) revendique en 2019 192 000 membres.

## Islam: 50..51%

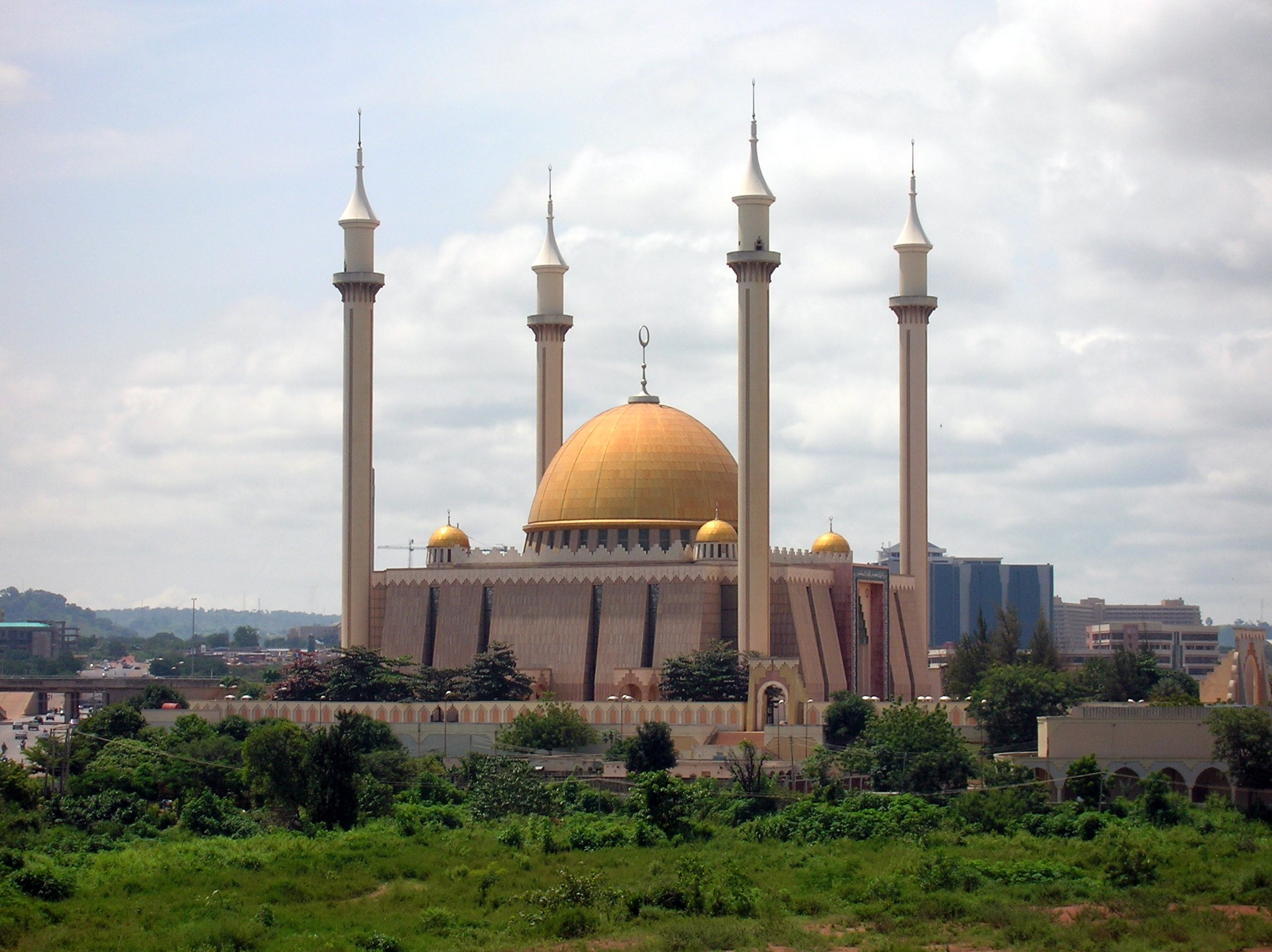
Mosquée nationale d'Abuja

L'islam est la religion du pays. 53,5% de la population est musulmane (tandis que 45,9  % est chrétienne). Cela représente environ 109 millions de musulmans, majoritairement sunnites de rite malékite. Il existe aussi une minorité chiite qui représente 12 % des musulmans, surtout dans l'état de Sokoto. Une petite minorité de 3 % de musulmans sont ahmadis,. Il y a aussi une petite minorité de Baha'is. 
Douze États du Nord sont sous le régime de la charia. 
La secte islamiste Boko Haram existe depuis le début des années 2000. Elle cherche à instaurer un État islamique appliquant la charia. Ses attaques visent les chrétiens et les musulmans considérés comme non religieux. En 2009, Boko Haram lance une insurrection armée, puis en 2015 ses dirigeants prêtent allégeance à l'État islamique. Le mouvement est à l'origine de nombreux massacres, attentats et enlèvements à l'encontre de populations civiles de toutes confessions, au Nigeria mais aussi au Cameroun, au Niger et au Tchad. Il est responsable de crimes de guerre, de crimes contre l'humanité et est classé comme organisation terroriste par le Conseil de sécurité des Nations unies le 22 mai 2014.

## Religions africaines traditionnelles: 2..7%
- Religions traditionnelles africaines, Animisme, Fétichisme, Esprit tutélaire, Mythologies africaines
- Religion yoruba, Chrislam (yoruba) (en), Gèlèdé, cérémonie yoruba-nago
- Fraternité Ogboni (yoruba)
- Animisme haoussa (Bori)
- Rekigion Abwoi (en)
- Vaudou (ouest-africain)
- Possession (anthropologie)

## Autres spiritualités
- Chrislam nigérian (en), syncrétisme chrétien-musulman, initié en contexte yoruba (au Yorubaland)
- Juifs igbos (<40 000), Histoire des Juifs au Nigeria (en)
- Hindouisme au Nigeria (en) (25 000 revendiqués)
- Sikhisme, Jaïnisme,
- Bahaïsme au Nigeria (en), Bahaïsme (près de 38 500 adeptes revendiqués en 2005)
- Mouvement international du Graal (Grail Movement, autour du prophète autoproclamé Oskar Ernst Bernhardt (1875-1941), présent dans 22 pays africains

## Persécutions religieuses
Depuis plusieurs années, le Nigeria est le théâtre de persécutions antichrétiennes de la part des musulmans. La secte islamiste Boko Haram, qui a pour objectif de faire appliquer strictement la charia dans tout le pays, a mené de nombreuses attaques, essentiellement dans le nord du Nigeria, qui ont fait des milliers de morts depuis la mi-2009.
Ces conflits étant selon le spécialiste Laurent Fourchard à relier à un problème territorial et économique (le Nigéria étant un pays pétrolier dirigé par Goodluck Jonathan lors d'une élection controversée). Ainsi les discriminations et les certificats d'"indigénéité " retirés par le gouvernement local de l'époque dirigé par l'évangélique Jos du PDP, parti gouvernemental aux Haoussas, habitants musulmans des Hauts Plateaux.
En mai 2022, la lapidation à mort de Deborah Samuel Yakubu, étudiante chrétienne accusée de blasphème contre le prophète Mahomet par des étudiants musulmans dans l'État de Sokoto — où la charia est en vigueur parallèlement au droit commun —, est largement relayée par la presse internationale, Des centaines de personnes manifestent à Sokoto pour protester contre l’arrestation de deux étudiants après le meurtre de l’étudiante.
Le 5 juin 2022, des dizaines de catholiques sont massacrés dans l'église d'Owo par des assaillants déguisés en fidèles.
- Violence religieuse au Nigeria (en)